# Horts d'en Fonoses
Horts d'en Fonoses suposadament és un jaciment arqueològic al municipi de Castellfollit de la Roca, a la Garrotxa. Es tracta d'un lloc d'habitació sense estructures que podria pertànyer al Paleolític. El jaciment es localitza al marge esquerre de la carretera local en uns camps de conreu que es troben a tocar el marge esquerre de la carretera, prop d'una antiga pedrera abandonada.
Les primeres notícies sobre el jaciment van ser donades per l'erudit local Ramon Campderich i Falgueras qui va realitzar les primeres troballes, i posteriorment, sembla que Jesús Culebras també va trobar-hi alguna resta.
Es tracta de diverses restes lítiques en superfície no descrites, que permeten de localitzar-hi un jaciment d'època prehistòrica. Arrel del seguiment arqueològic dels treballs de construcció de la nova variant de Castellfollit, es van poder recuperar encara alguns útils elaborats amb quars, quarsita i sílex, que confirmen la cronologia prehistòrica del jaciment. Aquestes restes no són suficients però per a acotar millor la cronologia del jaciment, ni interpretar la seva funcionalitat o orientació econòmica.